# River Ridge (Louisiane)
River Ridge est une census-designated place de la paroisse de Jefferson, en Louisiane, aux États-Unis,. Elle longe l'autoroute Jefferson (en) sur 4,8 km et borde, au sud, le Mississippi.

## Source de la traduction
- (en) Cet article est partiellement ou en totalité issu de l’article de Wikipédia en anglais intitulé « River Ridge, Louisiana » (voir la liste des auteurs).